# Седнів
Се́днів — селище (з 1959) в Україні, у Седнівській селищній громаді Чернігівського району Чернігівської області України. До 2020 центр селищної ради, до складу якої входила також село Нове. Розташований на річці Снов (притока Десни), за 25 км від обласного центру і залізничної станції Чернігів. Селище постраждало внаслідок Голодомору 1932—1933 років.

## Населення

### Чисельність населення
| 1959 | 1979 | 1989 | 2001 | 2016 | 2022 |
| ---- | ---- | ---- | ---- | ---- | ---- |
| 2395 | 1930 | 1836 | 1351 | 1103 | 1041 |

### Розподіл населення за рідною мовою(2001)
| українська мова | російська |
| --------------- | --------- |
| 95,86 %         | 3,92 %    |

## Адміністративна належність
Вперше згадується як давньоруське місто-фортеця Сновськ. Виник зі слов'янських поселень у VIII — IX ст.
- У X — XI ст. Сновськ був однією з фортець Київської Русі, центром окремої адміністративної одиниці — Сновської тисячі
- З XI ст. — до 1401 року Сновськ у складі Чернігівського князівства, до 1239 у складі Київської Русі
- у 1239—1356 під владою Золотої Орди
- у 1356—1500 у складі Великого князівства Литовського і Руського
- 1496 року Великий князь Литовський Олександр Казимирович (1461—1506) надає Чернігів «для годування» князю-московиту Семену Можайському, який 1454 року попросив політичного притулку в Литві, тому що ворогував із великим князем Московським Василем Темним (1415—1462)
- 1500 року цей князь, разом з іншими сіверськими князями-емігрантами з Московії, переходить на державну службу до московського князя (у 1462—1505) Івана III, що спровокувало чергову литовсько-московську війну. У квітні 1500 року окуповано московськими військами

З XVI ст. має сучасну назву Седнів
- За мирним договором 1503 р. всі сіверські міста відійшли до Московської держави
- 1609—1618 Польсько-московська війна
- У 1618 році, згідно з Деулінським перемир'ям, Чернігово-Сіверські землі перейшли до Польщі у складі Речі Посполитої, 1634 Поляновський мир
- 1635—1654 Седнів — центр Седнівської волості Чернігівського повіту Чернігівського воєводства
- У 1654—1781 центр Седнівської сотні Чернігівського полку, у 1659 році Седнівський полк
- 1654—1667 Московсько-польська війна, 1667 Андрусівське перемир'я, 1686 Вічний мир
- З 1781 року до 1796 — у складі Чернігівського повіту Чернігівського намісництва.
- У 1796—1802 — у складі Чернігівського повіту Другої Малоросійської губернії.
- У 1802—1923 — центр Седнівської волості Чернігівського повіту Чернігівської губернії.
- У 1923—2020 роках у складі Чернігівського району (1923)
- З 2020 року Седнівська селищна громада у складі сучасного Чернігівського району

## Історія
Детальніше Історія Седнева

### Долітописна доба
За сучасними даними поселення отримало назву Седнів у VII ст. від данських колонізаторів. Прототу складі Чернігівський район (Чернігівська область, 1923—2020) Чернігівського районуу Сновеськ.
Навколо міста ще й тепер можна побачити багато курганів-могил. Близько ста років тому їх ще налічувалося 79 великих та близько 290 малих, а пізніше, особливо за радянського періоду, ці пам'ятки давнини були заорані. Кілька таких могил у XIX ст. розкопав археолог Д. Самоквасов, який теж віднайшов славнозвісну Чорну могилу в Чернігові і виявив у ній золоті предмети скіфських часів. Під час розкопок седнівських курганів було знайдено багато виробів із золота, срібла та бронзи, культових речей, які свідчать про давньо-слов'янське поселення в цих місцях племен полян, древлян, радимичів, сіверян, які пізніше об'єдналися у Давньоруську державу.

### Київська Держава
У літописних джерелах вперше згадується як давньоруське місто-фортеця Сновськ. Поблизу нього у 1068 р. князь Святослав з трьома тисячами воїнів розбив 12-тисячне військо половців. Назва походить від річки Снов. Народна легенда розповідає інші версії походження назв містечка: «Спустошливі орди кримських татар напали на Сновськ, та не змогли взяти це місто-фортецю. Татари називали тоді оборонців Сновська „сиднями“, що в перекладі з татарської мови ніби означало „злі, хоробрі“. Звідси — Седнів.»
У Х — ХІ ст. Сновськ був однією з фортець Київської Русі, центром окремої адміністративної одиниці — Сновської тисячі.
У 12-13 століттях Сновськ входив до складу Чернігівського князівства. Був знищений татарами 1239 року.
У 50-х рр. XIV ст. місто увійшло до складу Великого князівства Литовського.

### Гетьманщина

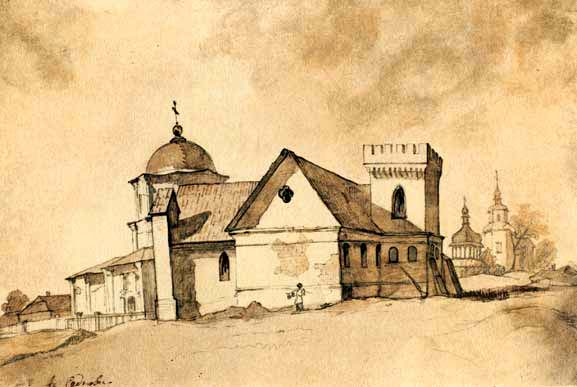
Кам'яниця Лизогубів, 1846 р.

1648—1781 — Седнів був сотенним містечком Чернігівського полку, а пізніше — волосним містечком Малоросійської, потім Чернігівської губернії. 1659 року короткий час існував Седнівський полк.
Наприкінці XVII ст. Седнів став маєтністю козацько-старшинської родини Лизогубів.
З 1782 р. — у складі Городнянського повіту Чернігівського намісництва, з 1797 р. — центр волості того ж таки повіту Малоросійської губернії, а з 1802 р. — Чернігівської губернії.
Сновськ займав вигідне положення на родючих ґрунтах, серед густих лісів, на судноплавній тоді річці. Поселення лежало на шляху до Стародуба та Смоленська, що сприяло торгівлі. А неподалік був Чернігів, тому Сновськ завжди приваблював як ворогів, які хотіли заволодіти містом, так і багатих землевласників. На початку XVI ст. Седнів разом із Стародубом, Путивлем відійшов до Московської держави під час війни її з Польським королівством. За Деулінським перемир'ям місто відійшло до Польщі. Під час Визвольної війни Богдана Хмельницького 1648-1654 років Седнів був сотенним містом Чернігівського полку. З другої половини XVII ст. місто стало осідком чернігівських полковників Лизогубів. Дістався Седнів спочатку Якову Лизогубу, канівському, а пізніше чернігівському полковнику, який 1696 року брав участь у взятті українськими та московськими військами турецької фортеці Азов, де був призначений Іваном Мазепою наказним гетьманом. Його син, Юхим Лизогуб, також був чернігівським полковником у 1698-1704 роках, брав участь в обороні Чигирина 1677 і 1678 років від турків, а також у кримських походах. Яків Юхимович Лизогуб був генеральним бунчужним та генеральним обозним у 1713—1749 роках. Саме він брав участь у створенні юридичного кодексу «Права, за якими судиться малоросійський народ», відомої пам'ятки української юридичної науки.

### Російська анексія
У середині XIX ст. поділявся на дві частини: Млини і Кожум'яки.
1846—1847 рр. — навесні 1846 р. сюди прибуває Тарас Шевченко, який за завданням Археографічної комісії змальовує історичні й архітектурні пам'ятки Чернігівщини. Вдруге Шевченко побував у Седневі в березні 1847 року. 7 березня він написав тут поему «Відьма» («Осика»), а 8 березня — передмову до нездійсненого видання "Другого «Кобзаря». Згадки про Седнів є в Шевченкових листах до Андрія Лизогуба.

### Доба УНР
1917 Седнів увійшов до складу УНР.
20 січня 1918 року у Седневі вперше з'явилися російські більшовицькі банди.
18 березня 1918 р. Седнів звільнений німецькими та українськими військами.
10 січня 1919 р. у Седневі відбувся бій між вояками армії УНР та червоним Богунським полком. 25 загиблих у тому бою бійців УНР поховані на місцевому цвинтарі.

### Радянська доба
У серпні 1920 р. почала діяти комуністична Седнівська сільська рада. У березні 1923 р. Седнівська волость включена до складу Городнянського району, а Седнів став центром сільської ради. Із серпня 1929 р. Седнівська сільська рада перебуває у складі Чернігівського району.
Седнів у 1932—1959 рр. мав статус села.
У 1964 в селищі почав діяльність будинок творчости і відпочинку Спілки художників України.

### Голодомор 1932—1933
Місто постраждало внаслідок геноциду 1932-33, до якого вдалася влада СРСР з огляду на масовий опір населення окупованих територій УНР. 1932 у селі реєструються акції масової непокори окупантам, напади на тих, хто активно співпрацював із комуністами — комсомольців, буксирів, активістів, бо саме вони грабували і старих людей, і багатодітні родини.
З огляду на систематичний спротив незаконній конфіскації продуктів, за поданням Чернігівського райкому КП(б)У, місто піддано тортурам чорною дошкою, його статус понижено до села..
Седнів — один із 13-ти населених пунктів Чернігівського району, які були занесені на так звану чорну дошку, а відтак пережило психози на ґрунті глибокого голодування, замахи на людоїдство, масові смерті від інфекційних хвороб та голодного шоку. Основна група загиблих — діти до 15 років. Загалом під час організованого радянською владою Голодомору 1932—1933 років померло щонайменше 145 жителів селища.

### Адміністративні зміни
Нове — виникло у 1920-1930-х рр. До складу села увійшов хутір Глібівка, де знаходилась економія поміщика Яцка.
Селище входить до Списку історичних населених місць України, затвердженого постановою Кабінету Міністрів України у 2001 році.

## Освіта
У селі здавна були школи. За радянських часів школа була в садибі Лизогубів. У 2007 році було закладено фундамент нової школи (фактично, школа із дитсадком в одному приміщенні, Седнівський навчально-виховний комплекс). Будівлю школи проектував відомий чернігівський архітектор Вільям Жигінас. У 2012 році школу було урочисто відкрито.

## Будинок творчости художників
Детальніше див. статтю Седнів (будинок творчости)
У 1964 в селищі почав діяльність будинок творчости і відпочинку Спілки художників України.

## Пам'ятки природи
- Шевченкова липа віком понад 600 років, у парку садиби Лизогубів
- Богданів дуб віком понад 400 років

## Пам'ятки старовини

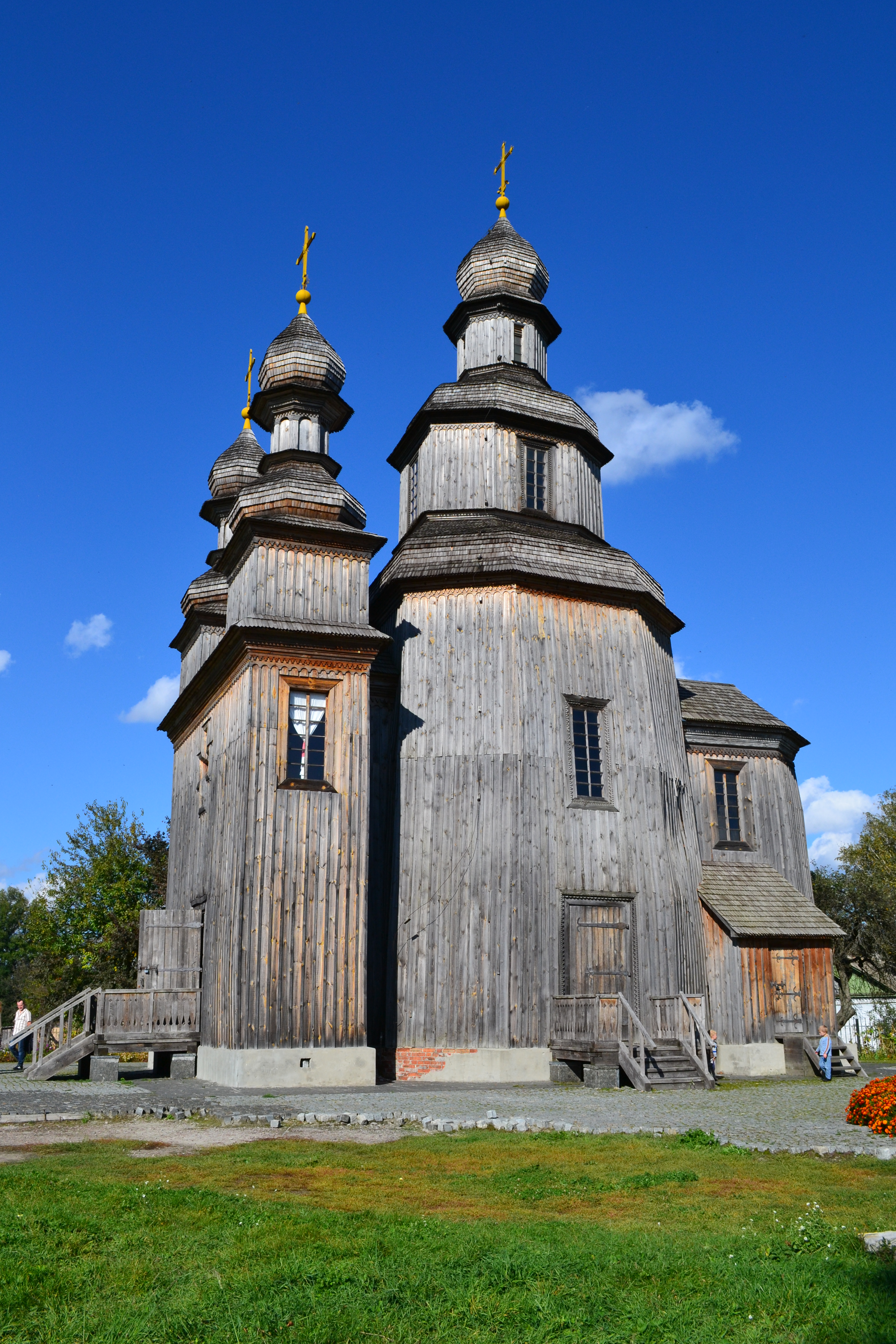
Георгіївська церква

- Залишки валів стародавнього городища.
- Садиба Лизогубів, заснована чернігівським полковником Яковом Лизогубом, створювалася з кінця XVII до початку XX ст.
- Воскресенська церква, родова усипальня Лизогубів, 1690 р.
- Дерев'яна церква святого Юра (Георгія), збудована не пізніше 1747 року, за переказами — ще у XVII ст.[10]. Тут знімали кінофільм «Вій».
- Кам'яниця Лизогубів, 1690 р., перебудована у ХІХ ст.
- Альтанка Глібова, 1-а половина ХІХ ст.
- Музей енергетики Чернігівщини.[11]

## Пам'ятники
Пам'ятник Федору Лизогубу встановлено 2012 року.
У селищі також існують пам'ятники Тарасові Шевченку, Леонідові Глібову, Аркадієві Казці, Тетяні Яблонській.
У 2019 відкрито меморіальну дошку Левкові Лук'яненку на фасаді будинку, де він мешкав.

## Указ Президента України 2009 року

Барокова Воскресенська церква з дахом доби класицизму (до реставрації, фото 1929 р.)

19 листопада 2009 року Президент України Віктор Ющенко підписав Указ «Про деякі заходи зі збереження визначних пам'яток історико-культурної спадщини селища Седнів Чернігівської області».
Президент доручив Кабінету Міністрів і Чернігівській обласній держадміністрації:
1. створити державний історико-культурний заповідник «Садиба Лизогубів»;
2. розробити науково-проектну документацію з визначення історичного ареалу селища Седнів, меж територій пам'яток національного значення та затвердження їх зон охорони;
3. провести ремонтно-реставраційні роботи комплексу Воскресенської церкви, інтер'єрів Георгіївської церкви, а також робіт з упорядкування території парку, прилеглого до садиби Лизогубів.

Міністерству культури і туризму України разом із Чернігівською обласною державною адміністрацією, за участю національних творчих спілок доручено забезпечувати проведення у селищі Седнів
1. культурно-мистецьких заходів, зокрема щорічного літературно-мистецького свята «Седнівська осінь»,
2. живописних пленерів,
3. симпозіумів із різних видів професійного та народного мистецтва,
4. концертів класичної та народної музики,
5. камерних театральних вистав і літературних читань.

Чернігівській обласній державній адміністрації доручено забезпечити впорядкування та озеленення території селища Седнів за участю громадських організацій.

## Економіка
- ПП «Левона-С» (сільськогосподарський виробник)[13][14]

## Персоналії

### Лизогуби[15]
- Лизогуб Яків Кіндратович (рік народження невідомий — †19 серпня 1698) — видатний український військовий і політичний діяч, полковник канівський (1666-69), генеральний осавул (1669—1674), полковник чернігівський (1687 — 1698), наказний гетьман (1670, 1673, 1696).
- Лизогуб Юхим Якович (1675—1749) — генеральний обозний, ймовірний автор «Летописца, или Описания краткого знатнейших действ и случаев, что в котором году деялося в Украине малороссийской обеих сторон Днепра и кто именно когда гетманом был козацким» (1742).
- Лизогуб Ілля Іванович (1787—1867) — брав участь у Франко-Московській війні 1812 р., полковник, ад'ютант московського генерала М. Г. Рєпніна — старшого брата декабриста С. Г. Волконського, батька Варвари Рєпніної (1808—1891).
- Лизогуб Олександр Іванович (1790—1839) — композитор та піаніст, один із зачинателів української фортепіанної музики, автор ноктюрнів, варіацій на теми українських народних пісень, романсів.
- Лизогуб Андрій Іванович (1804—1864) — підтримував дружні зв'язки з Т.Г. Шевченком.
- Лизогуб Дмитро Андрійович (1850—1879) — революціонер — народник, один з засновників народницької організації «Земля і воля».
- Лизогуб Федір Андрійович — голова Ради міністрів Української держави гетьмана Павла Скоропадського (1918).

### Інші
- Мірошников Григорій (Гриць) Акиндинов (1821/22 — 1854) — родом із села Кучинівка Городнянського повіту, прибув у Седнів із старцями на початку 1830-х рр.: «В Седневе жил и умер человек Божий… В особенную известность у жителей местечка он вошел лет за десять до своей смерти. В известность и почти во всеобщее доверие вошел он честною и примерно праведною жизнью своею, а потом проницательностью своего ума и знанием тайн сердечных, а иногда и будущаго»[16]
- Шраг Ілля Людвігович (1847—1919) — адвокат, громадський діяч. Народився в Седневі. Один з фундаторів чернігівських «Громади» і «Просвіти». Член Центральної Ради.[17]
- Мглинцев Микола Федорович (1867—1947) — у 1918—1947 рр. працював учителем, завідувачем, директором та завучем Седнівської школи, Заслужений вчитель шкіл УРСР (1945).[18]
- Кисіль Данило Юхимович (1880—1977) — завідувач Седнівського двокласного початкового училища Міністерства освіти (1913—1917), краєзнавець, дослідник та колекціонер седнівських старожитностей.
- Усатий Семен Миколайович (1875—1944) — народився у Седневі, доктор технічних наук (1938), заслужений діяч науки Азербайджанської РСР (1936), професор вишів у Петербурзі, Києві, Сімферополі. Серед його вихованців — майбутні академіки І. В. Курчатов, К. Д. Синельников.[19]
- Казка Аркадій Васильович (1890 — 1929) — народився у Седневі, український поет, автор збірки поезій «Васильки», жертва більшовицьких репресій[20].
- Балика Костянтин Михайлович (1894—1971) — народився у Седневі, відомий бібліотекознавець і бібліограф, професор.[21]
- Кириченко Юхим Федорович (1894—1959) — з 1944 по 1958 рр. обирався головою сільських рад Седнева, Півців, Котів. Протягом ряду років працював секретарем парторганізації, неодноразово обирався членом Чернігівського райкому партії, депутатом районної ради.[22]
- Седлер Петро Петрович (1897—1972) — лікар, працював у Седнівському протитуберкульозному санаторії. У 1967 р. відзначали його сімдесятиріччя і сорокап'ятиріччя лікарської практики. Першим у районі нагороджений знаком «Відмінник охорони здоров'я».[23]
- Ревзис Ісак Маркович (1899—1955) — генерал-майор юстиції (1943). Голова військового трибуналу Забайкальського (1935 — 1938), Закавказького (1941 — 1945) та Таврійського (з 1946) військових округів. Нагороджений орденами Леніна, Червоного Прапора, Червоної Зірки та медалями.[24]
- Десницька Агнія Василівна (1912—1992) — мовознавець, професор, член-кореспондент АН СРСР, засновник радянської школи албанознавства. Директор Ленінградського відділення Інституту мовознавства АН СРСР (1963 — 1976).[25]
- Таран Павло Андрійович(1916-2005) — льотчик, старший лейтенант, двічі Герой Радянського Союзу, у 1941 р. відзначився у боях за Седнів.[26]
- Лишафай Петро Іванович (1913—2004) — 24.03.1945 нагороджений орденом Леніна з присвоєнням звання Героя Радянського Союзу.[27]
- Бушнєв Олексій Романович (1917—1986) — працював директором Седнівського радгоспу ім. Чкалова (1957 — 1977), нагороджений орденом Леніна, двома орденами Трудового Червоного Прапора, Жовтневої революції та «Знак Пошани», Заслужений працівник сільського господарства УРСР (1977); його ім'я занесено до районної Книги трудової слави (1972).[28]
- Проскурін Олександр Михайлович (1919—2000) — народився в Сибіру, у вересні 1943 р. брав участь у визволенні Седнева та Чернігова. Нагороджений трьома орденами Червоної Зірки, медалями «За відвагу», «За оборону Москви», «За звільнення Варшави», «За взяття Берліна». Після закінчення війни жив і працював у Седневі.[29]
- Стрик Ганна Василівна (1921—1997) — працювала бригадиром Седнівського радгоспу ім. Чкалова, нагороджена орденом Леніна.
- Остапенко Дмитро Семенович (1932 р.н.) — працював комбайнером Седнівського радгоспу ім. Чкалова, нагороджений орденами Леніна, Жовтневої революції та бронзовою медаллю ВДНГ СРСР.[30]
- Ганжа Феодосія Якимівна (1936 р.н.) — робітниця з с. Нового, у листопаді 1975 р. за народження та виховання дев'яти дітей нагороджена орденом «Материнська Слава» І-го ступеня.[31]
- Колонтай Григорій Миколайович (1938 р.н.) — працював генеральним директором ЗАТ НВО «Еліткартопля» (1984—2004), кандидат сільськогосподарських наук, нагороджений орденами Трудового Червоного Прапора та «Знак Пошани», відзнакою Чернігівського обласного управління агропромислового комплексу (2003).[32]
- Ребенко Мотрона Василівна (1938 р.н.) — у червні 1985 р. нагороджена грамотою Президії Верховної Ради УРСР, занесена до Книги пошани НВО «Чернігівеліткартопля»(1986).[32]
- Прошко Яків Іларіонович — працював заступником директора Чернігівської обласної дослідної станції по картоплі, Заслужений агроном УРСР (1970).[33]
- Стукало Михайло Никифорович (1938 — 2021) — працював заступником директора Седнівського ЗАТ НВО «Еліткартопля», Заслужений працівник сільського господарства України (1997).[34]
- Лук’яненко Зінаїда Григорівна - народна художниця декоративно-ужиткового мистецтва Чернігівщини.
- Гайструк Віктор Ілліч (1939 р.н.) — працював головним зоотехніком Седнівського радгоспу ім. Чкалова, заслужений зоотехнік Української РСР Х1981)[34].
- Дронь Анатолій Андрійович (1945 р.н.) — народився у Седневі, академік Академії будівництва України, Заслужений працівник житлово-комунального господарства України, у 1998—2002 рр. посол України у Білорусі, у 2003—2005 рр. — заступник міністра закордонних справ України.[35]
- Стельмах Любов Павлівна (1946 р.н.) — робітниця з с. Нового, у вересні 1982 р. нагороджена орденом «Материнська Слава» І-го ступеня.[36]

## Седнів у літературі та мистецтві

### Кіно
У Седневі відбувалися зйомки художніх фільмів «Григорій Сковорода» (1958), «Вій» (1967), «Шурочка» (1982), «Батальйони просять вогню» (1984) і «Коли падають дерева» (2016).

## Галерея

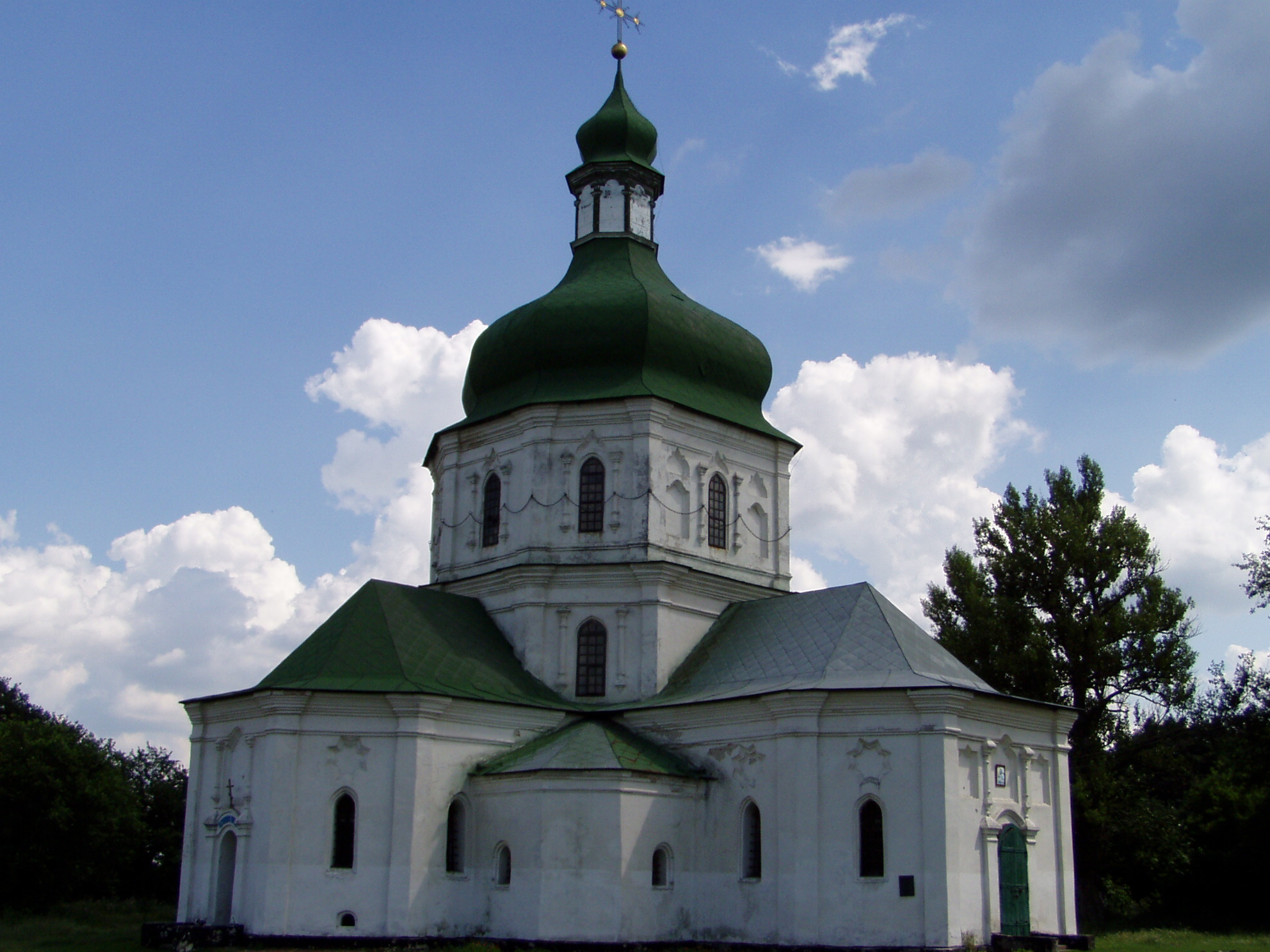
Воскресенська церква
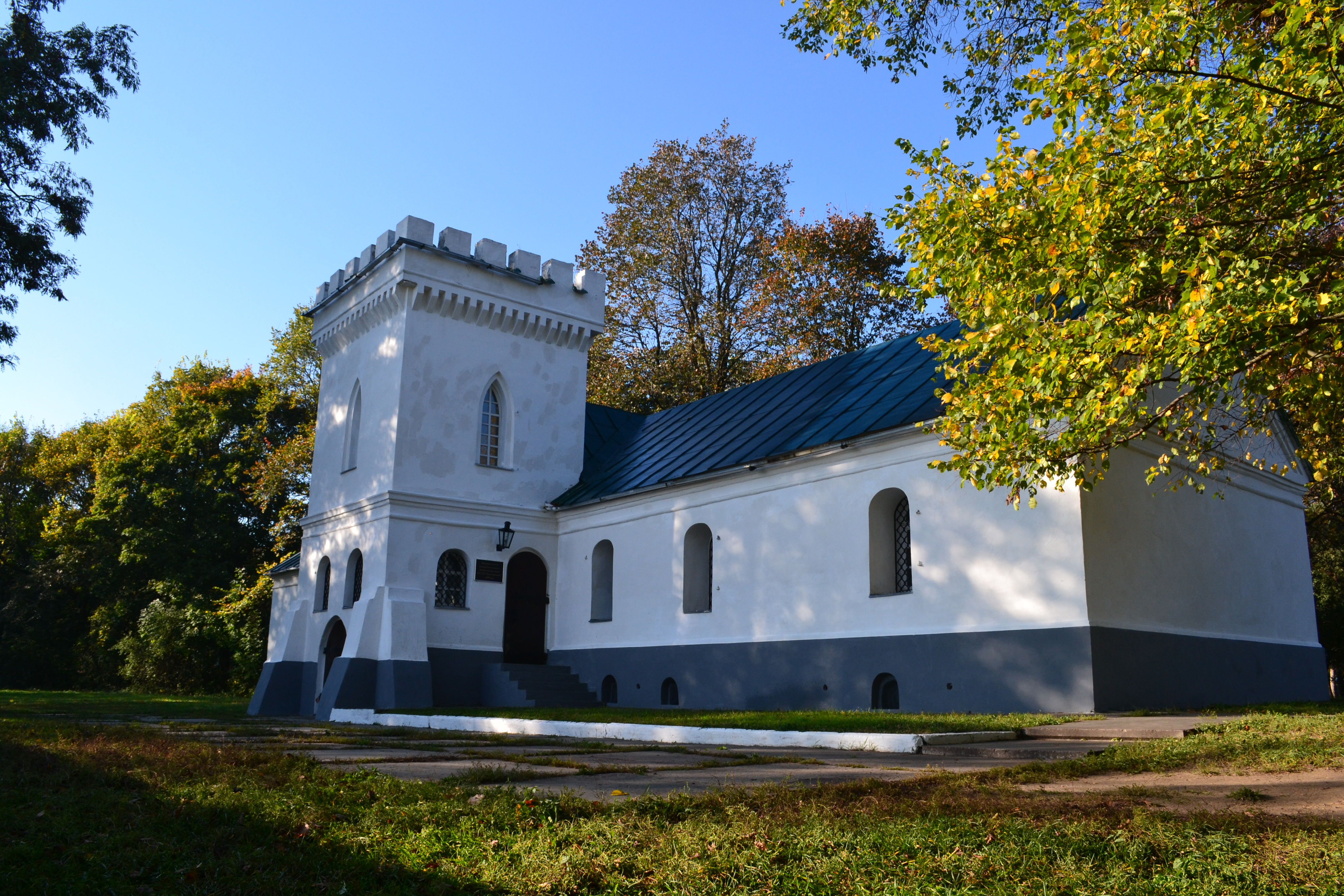
Кам'яниця Лизогубів
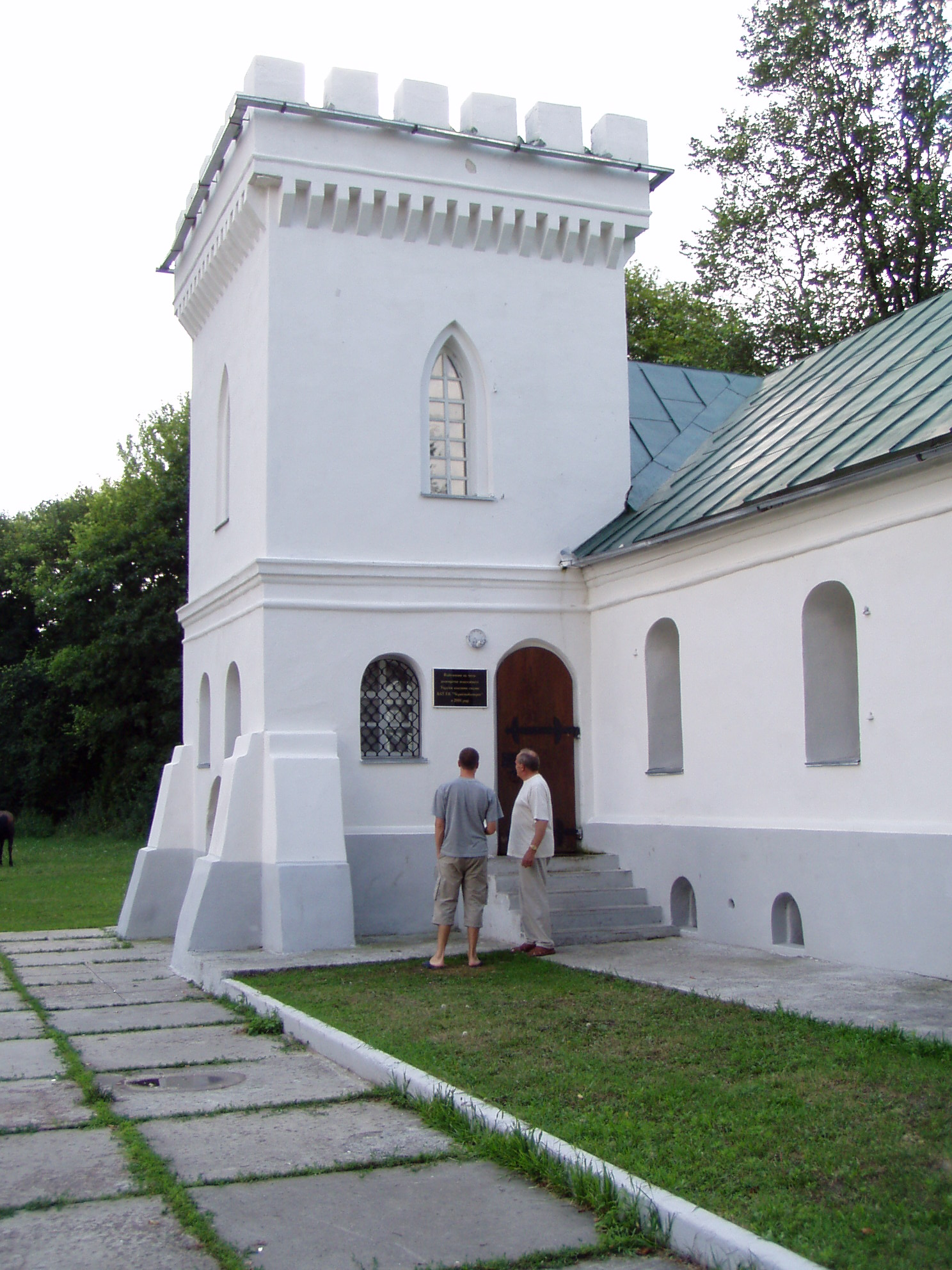
Кам'яниця Лизогубів
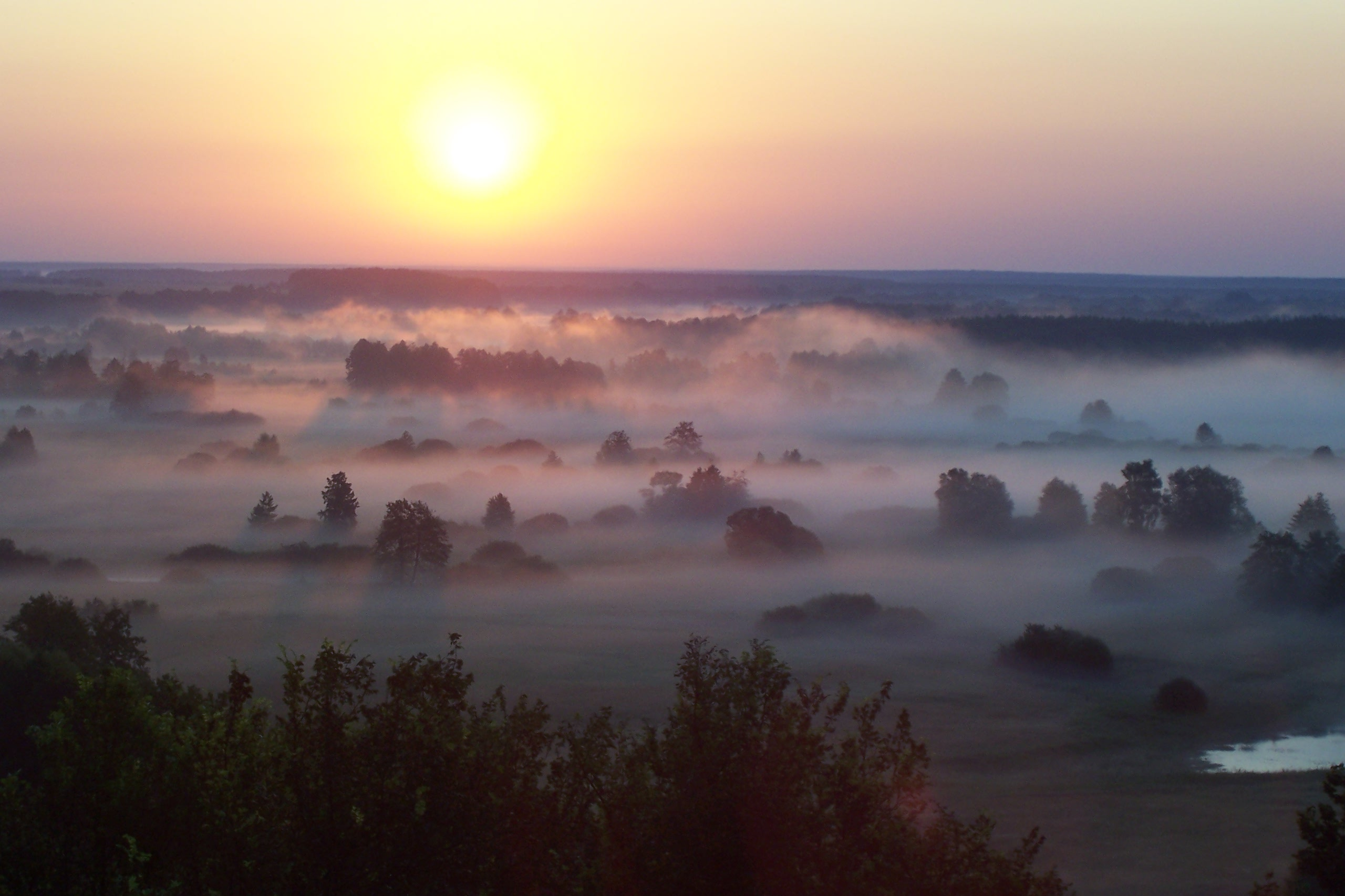
Світанок в Седневі
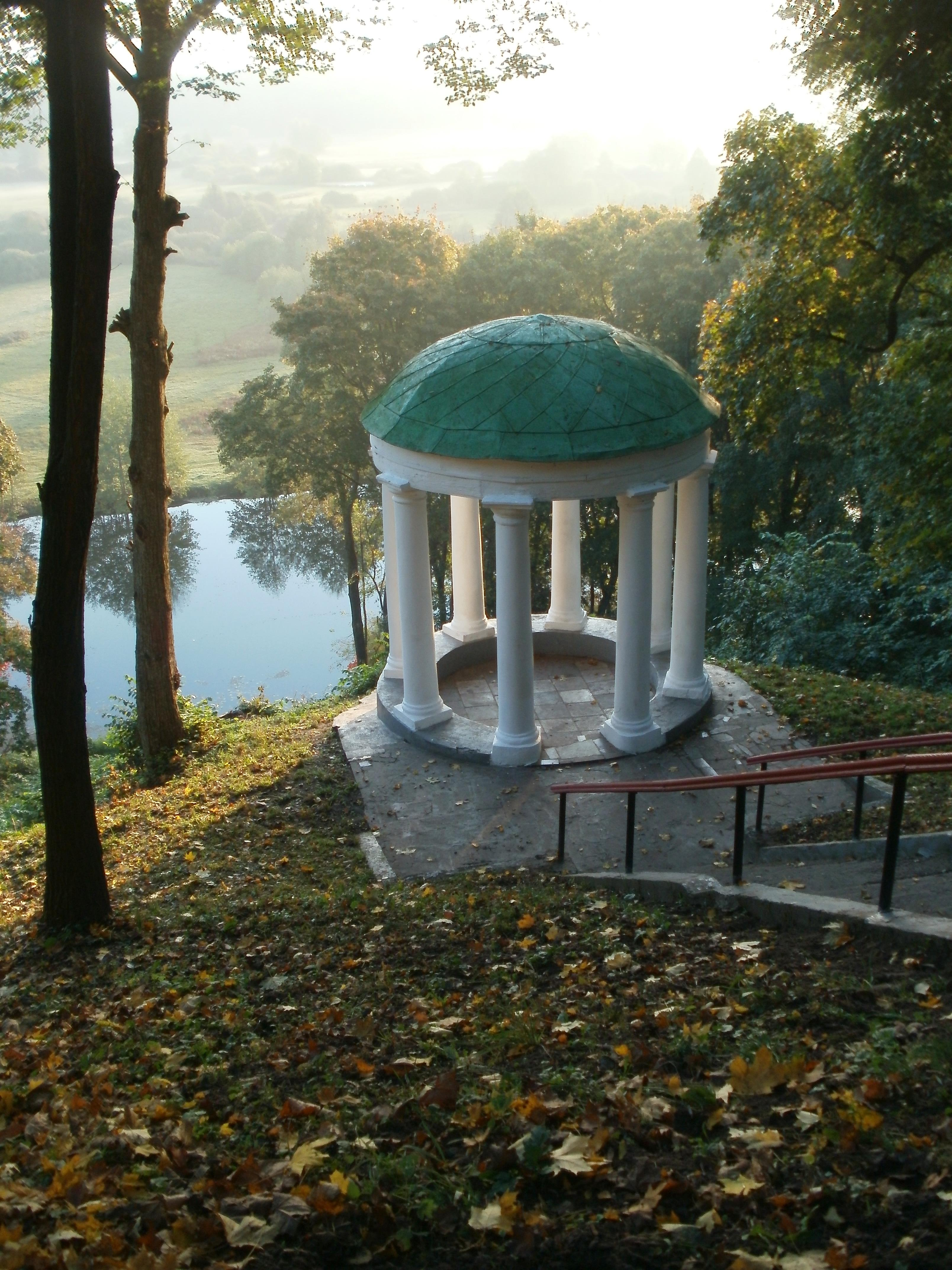
Альтанка Глібова
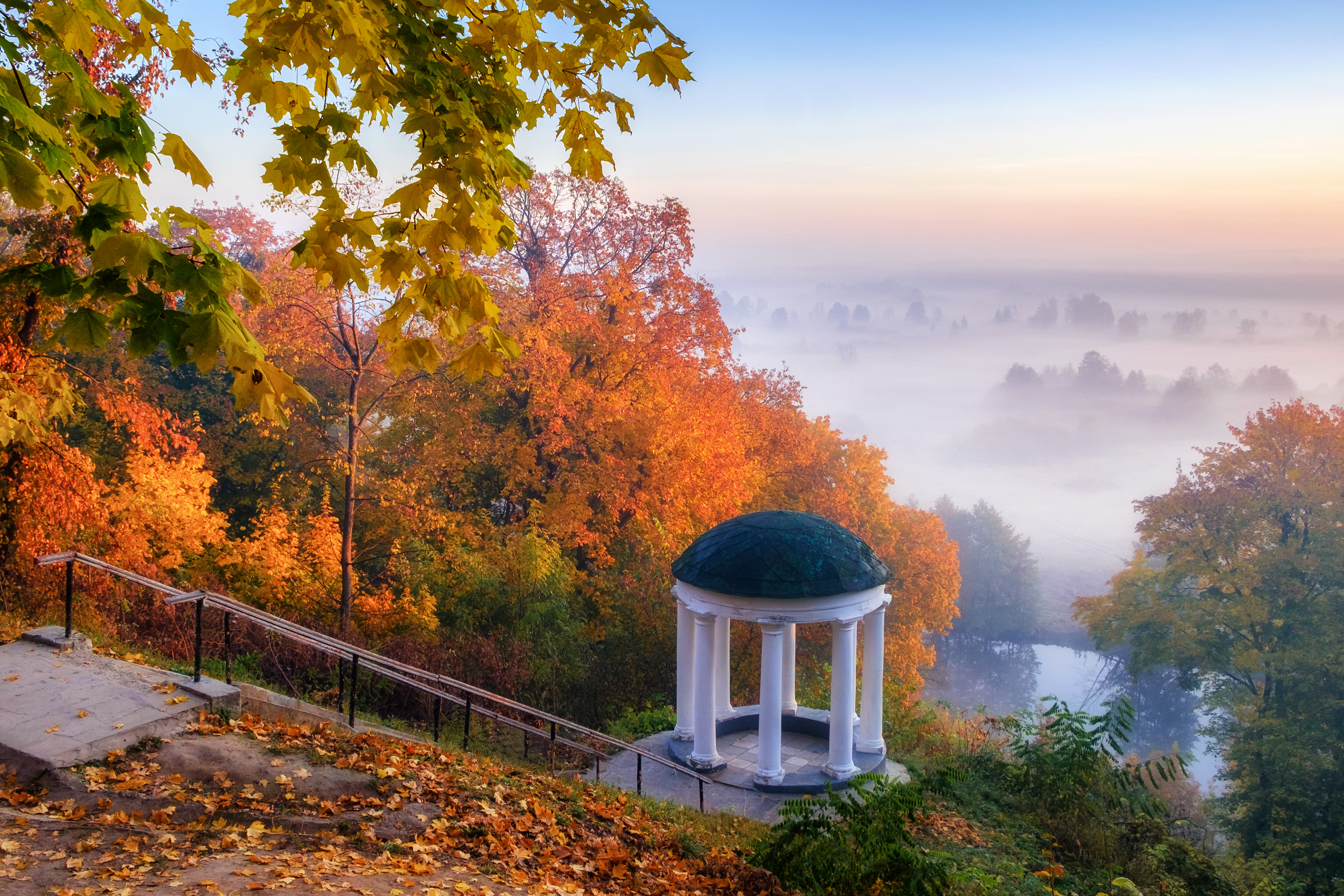
Осінь 2018 року, ранок
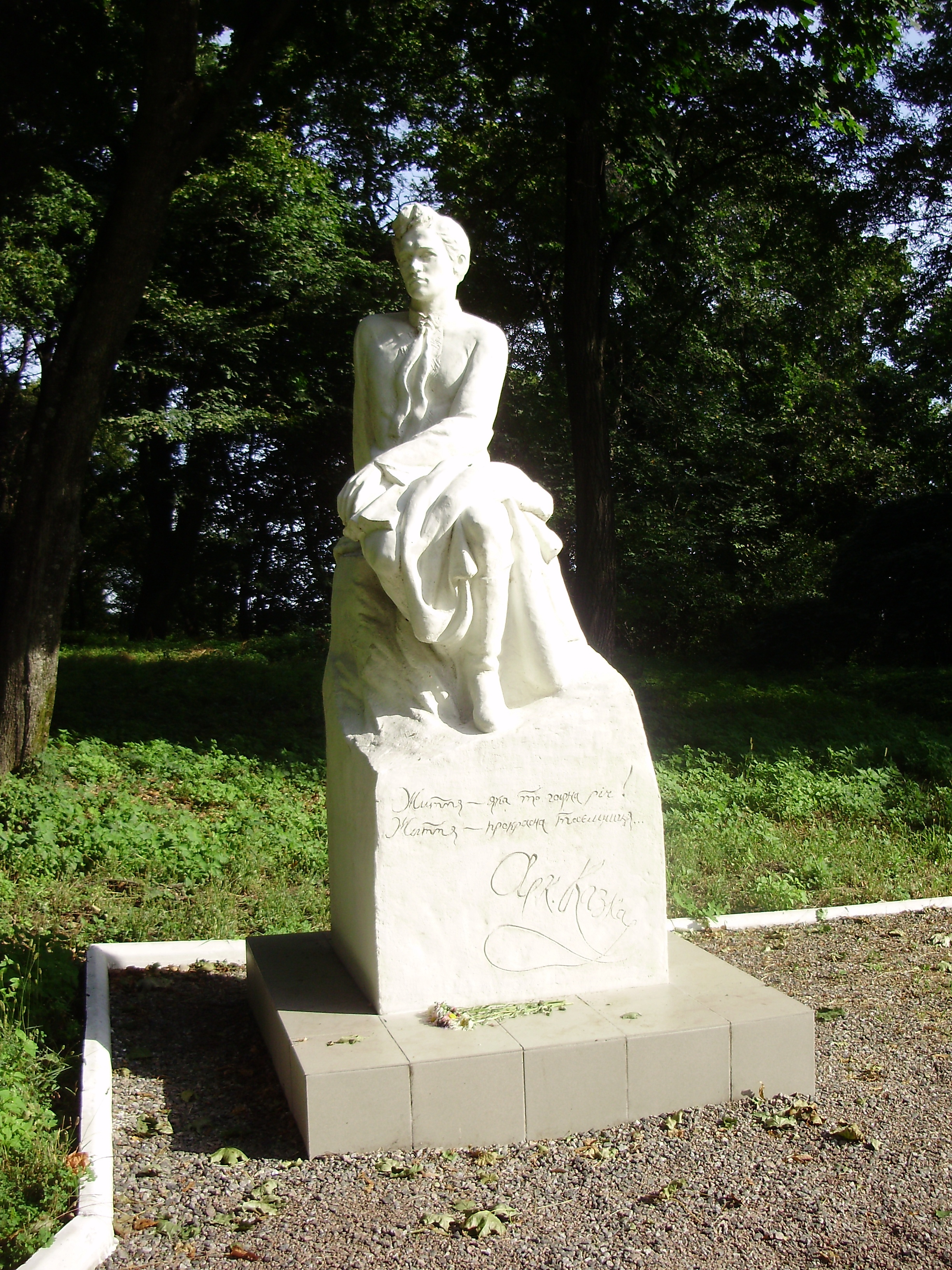
Пам'ятник Аркадію Казці
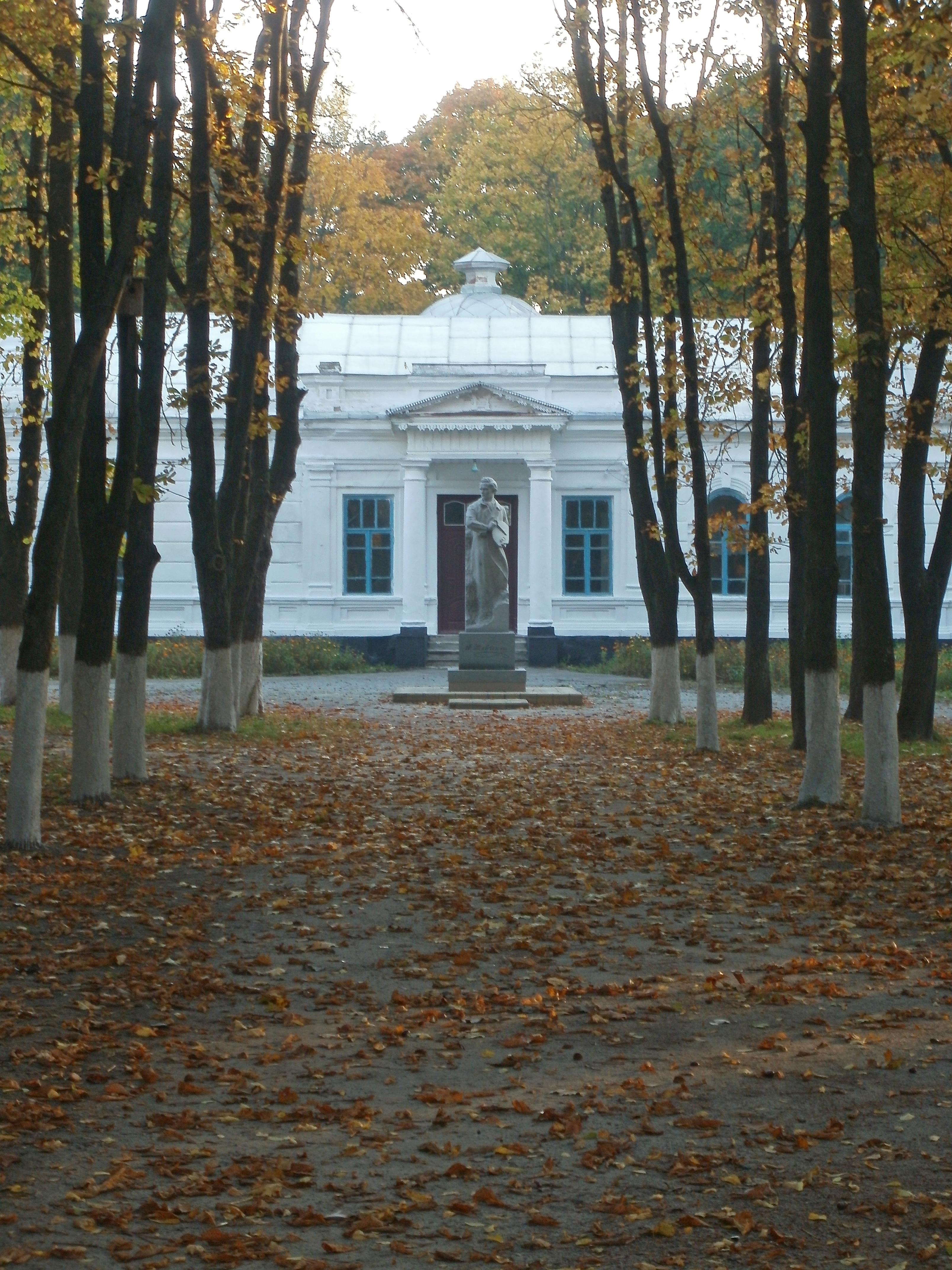
Садиба Лизогуба
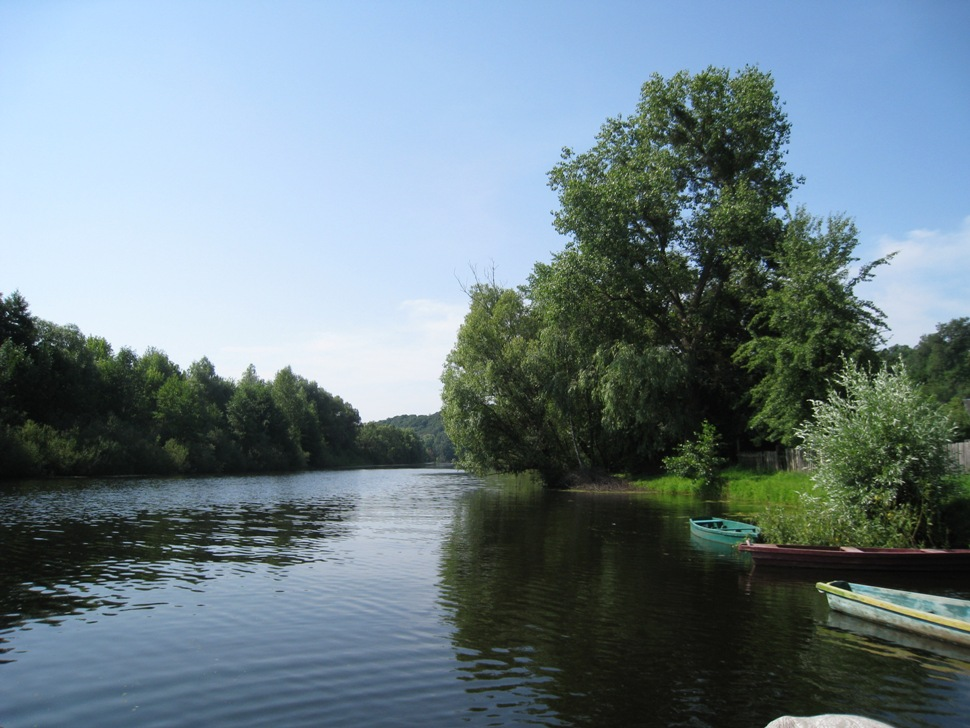
р. Снов у Седневі
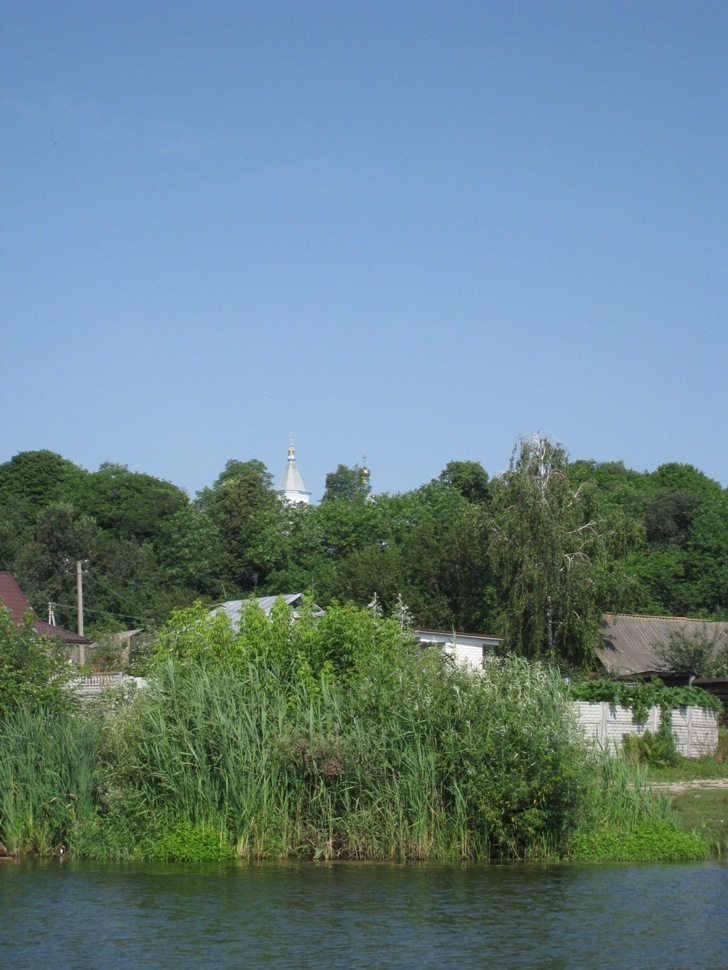
Вид на пам'ятки Седнева з р. Снов
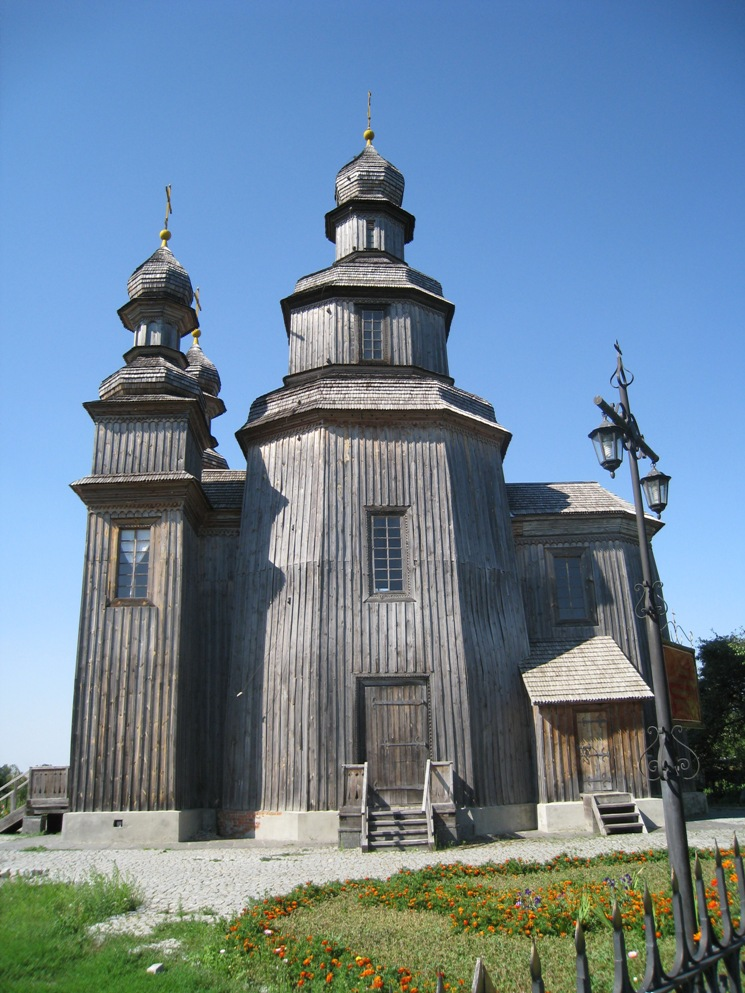
Георгіївська церква в Седневі (2012)
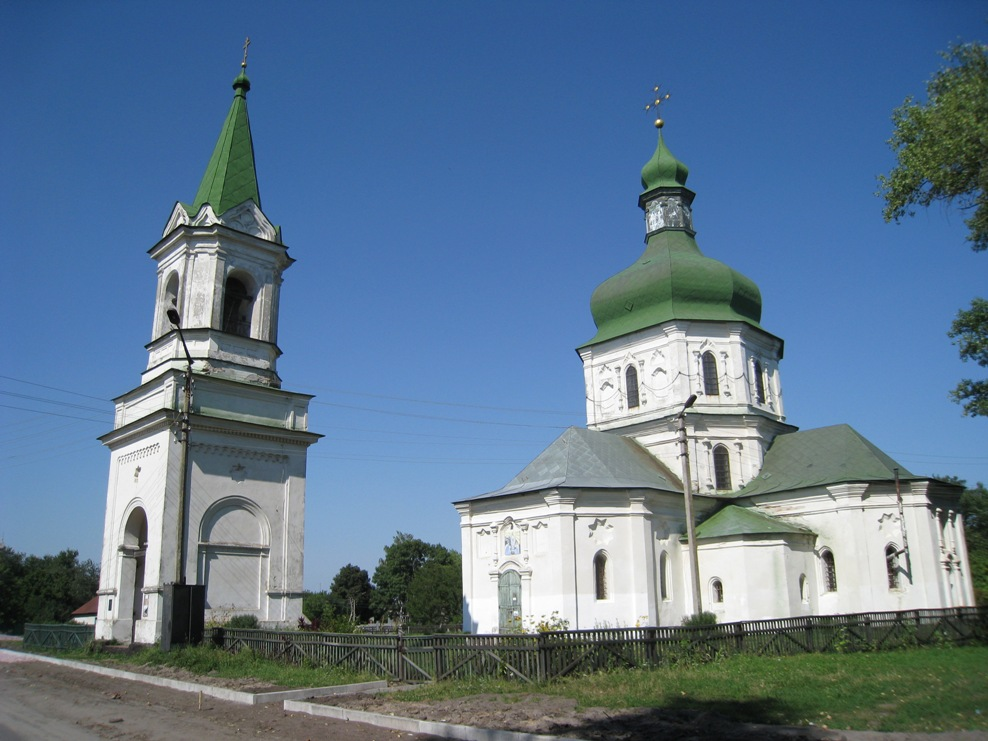
Воскресенська церква із дзвіницею в Седневі
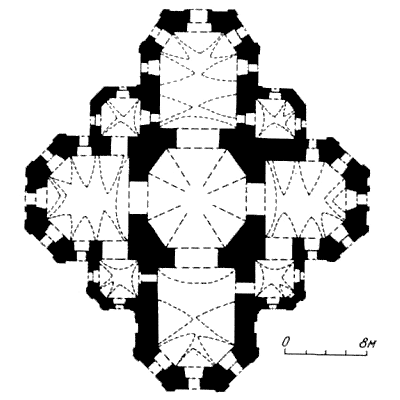
Седнів, Лизогубівська церква, поземний план
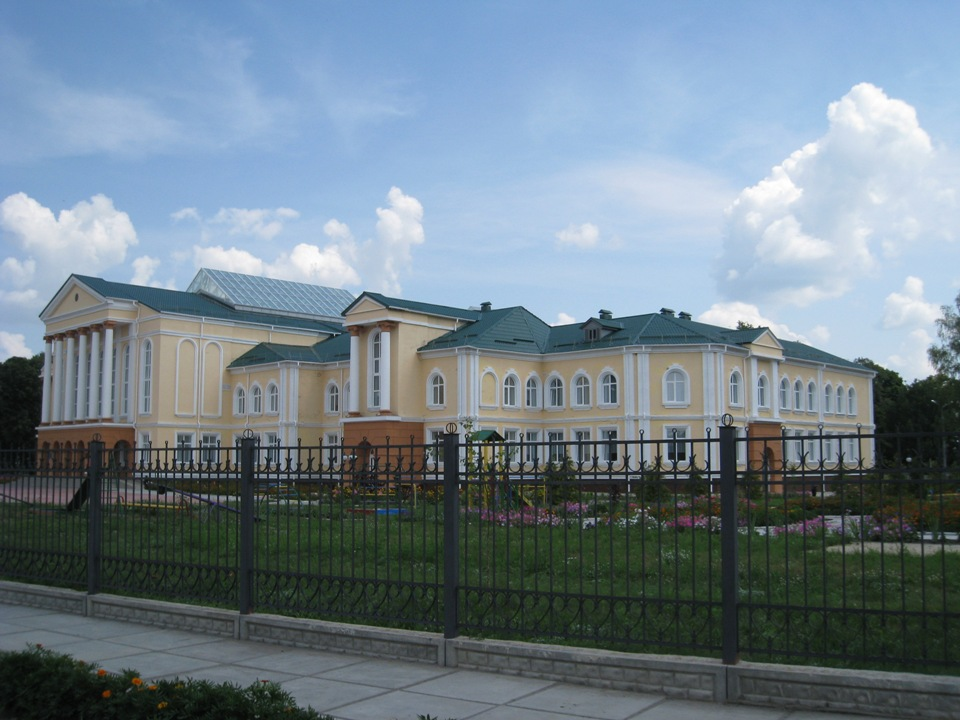
Нова Седнівська школа
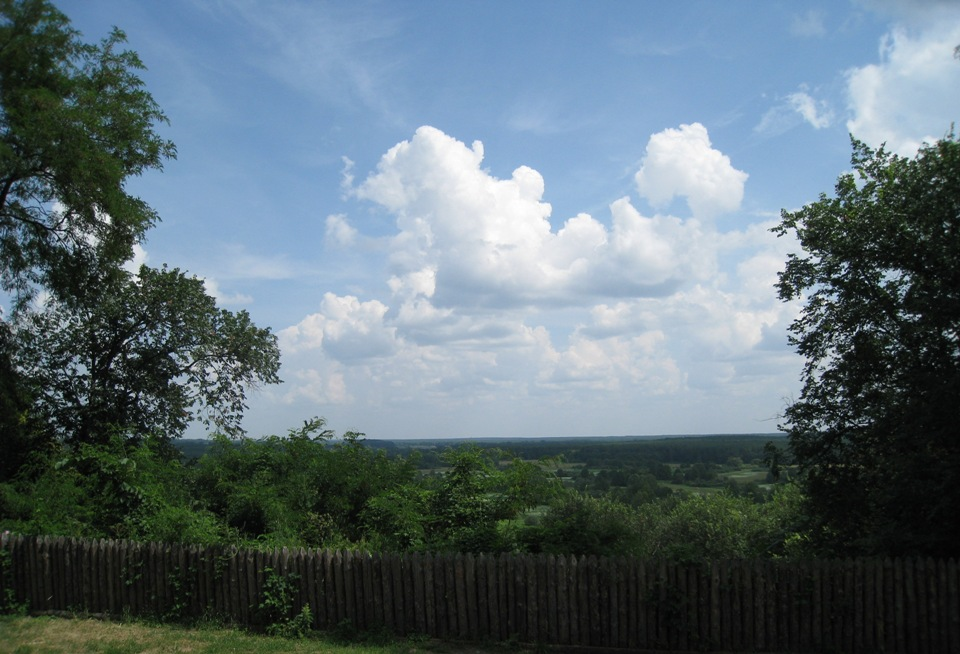
Вид на р. Снов з оглядового майданчика Седнева
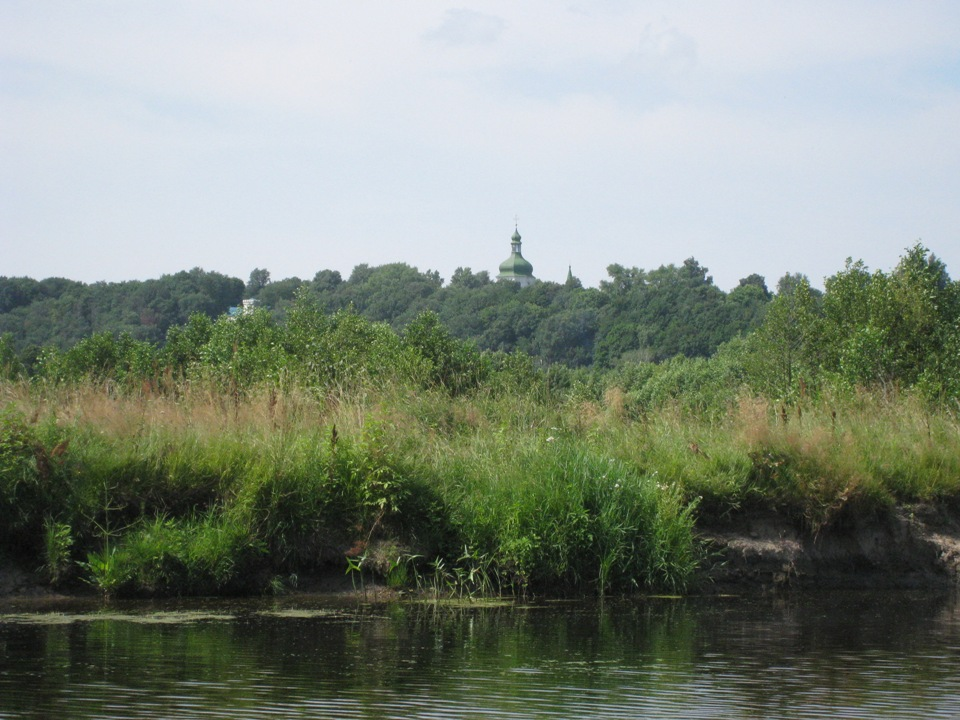
Вид на церкви Седнева з р. Снов
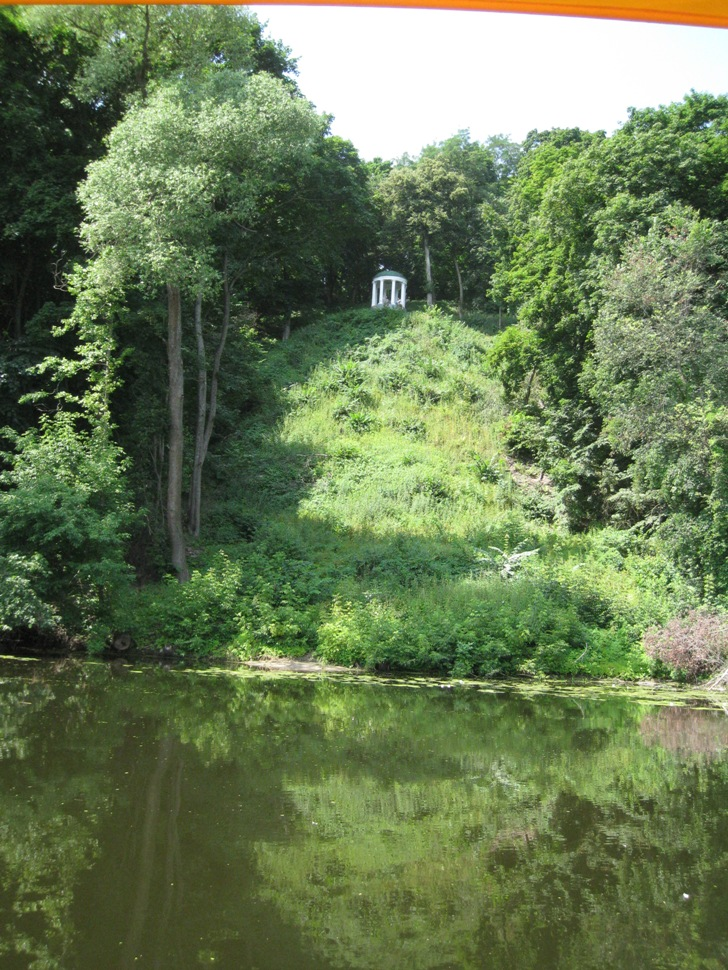
Вид на Седнів з р. Снов (2012 р.)
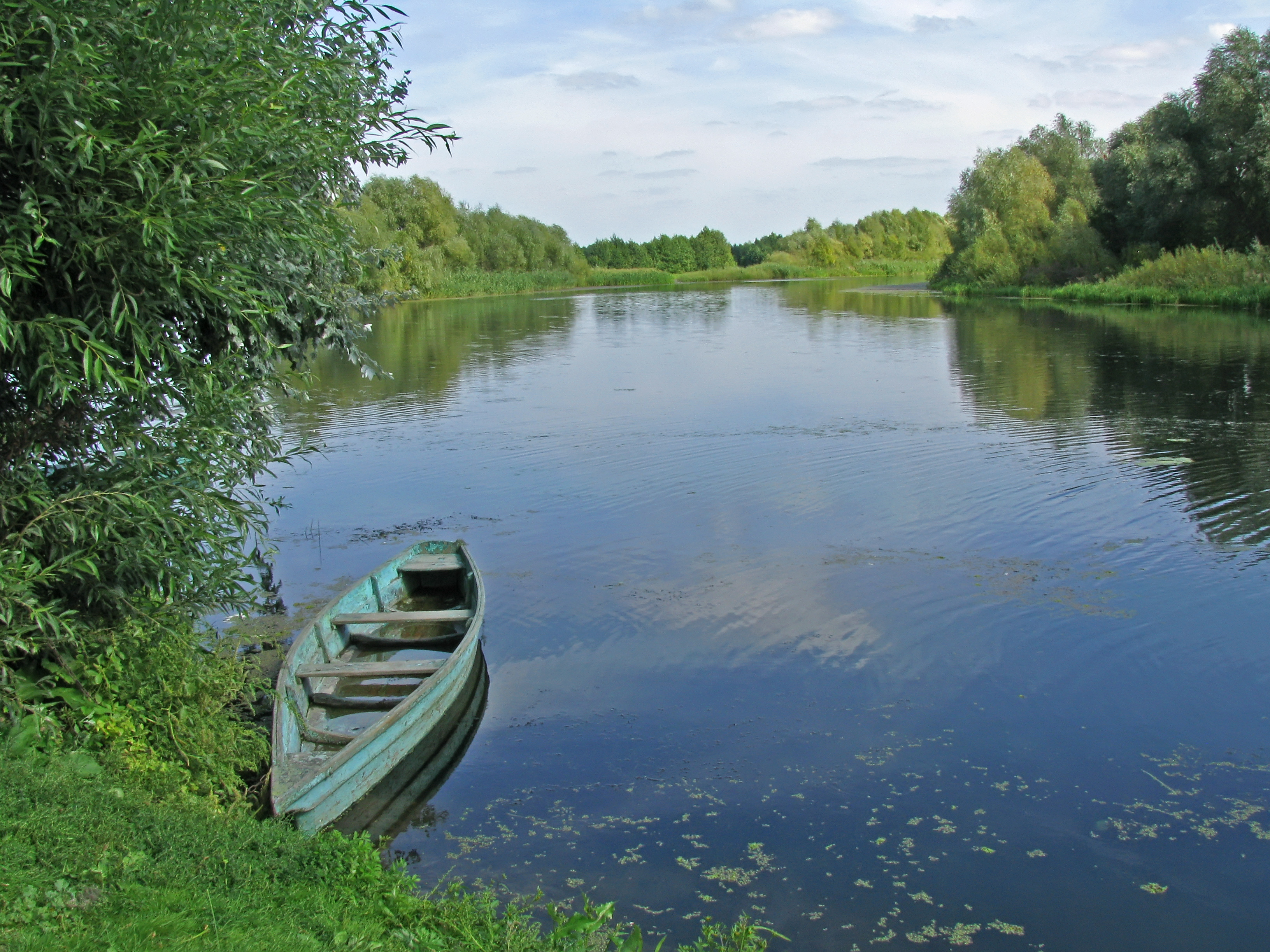
Ріка Снов у Седнєві
Фрагмент садиби Лизогуба з пам'ятником Шевченку
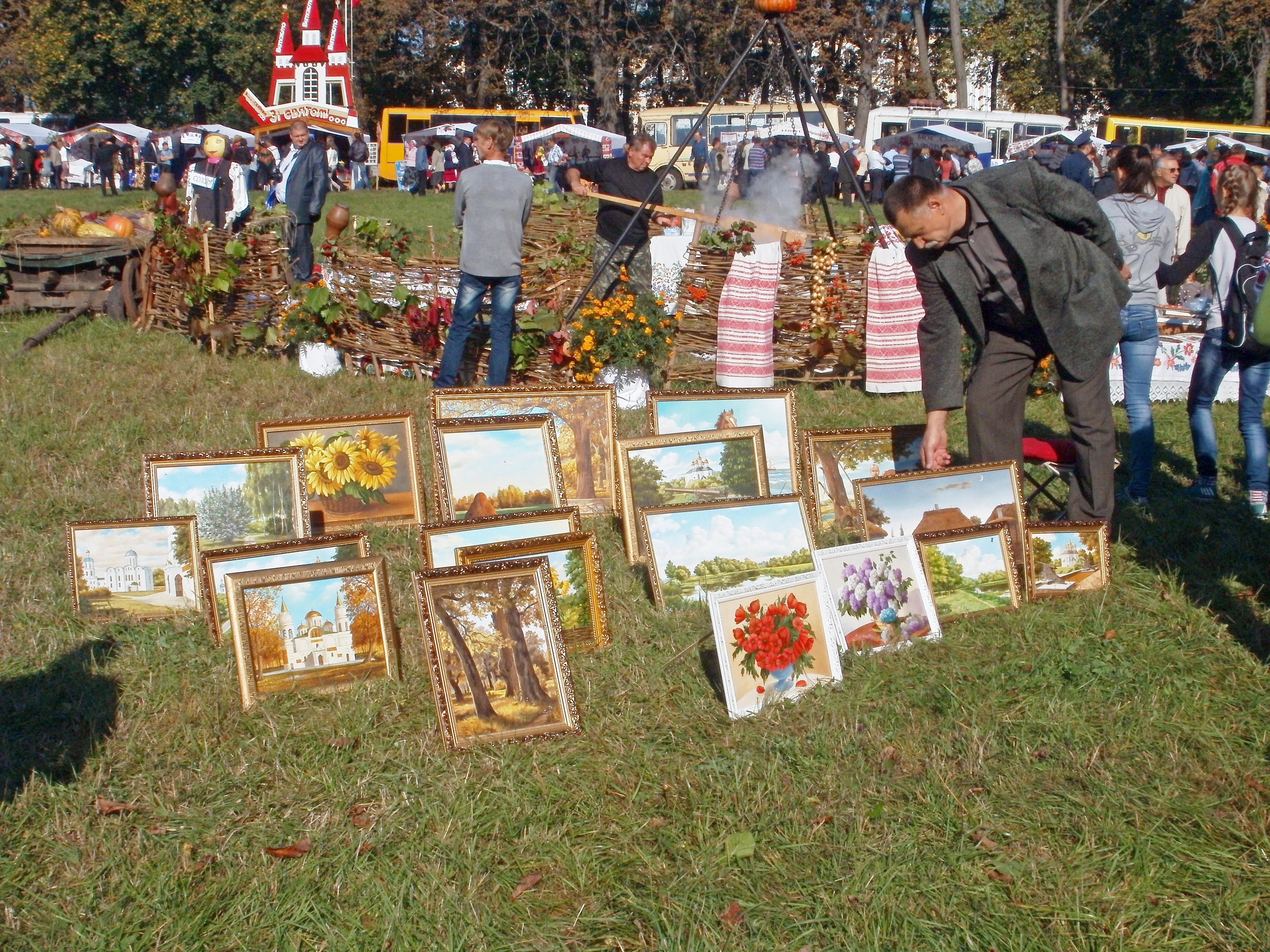
Фестиваль "Седнівська осінь"
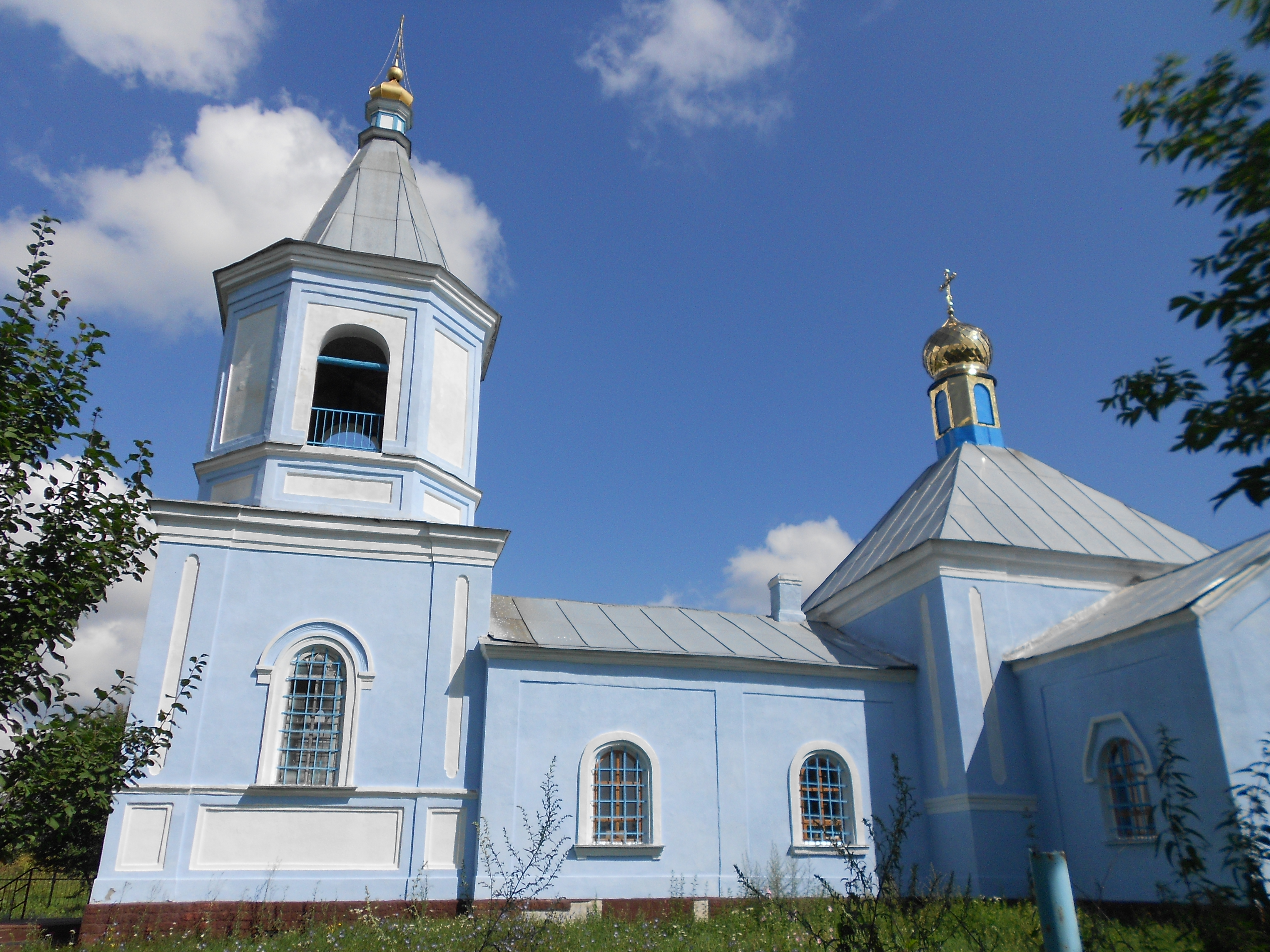
Троїцька церква Седнів (2013)
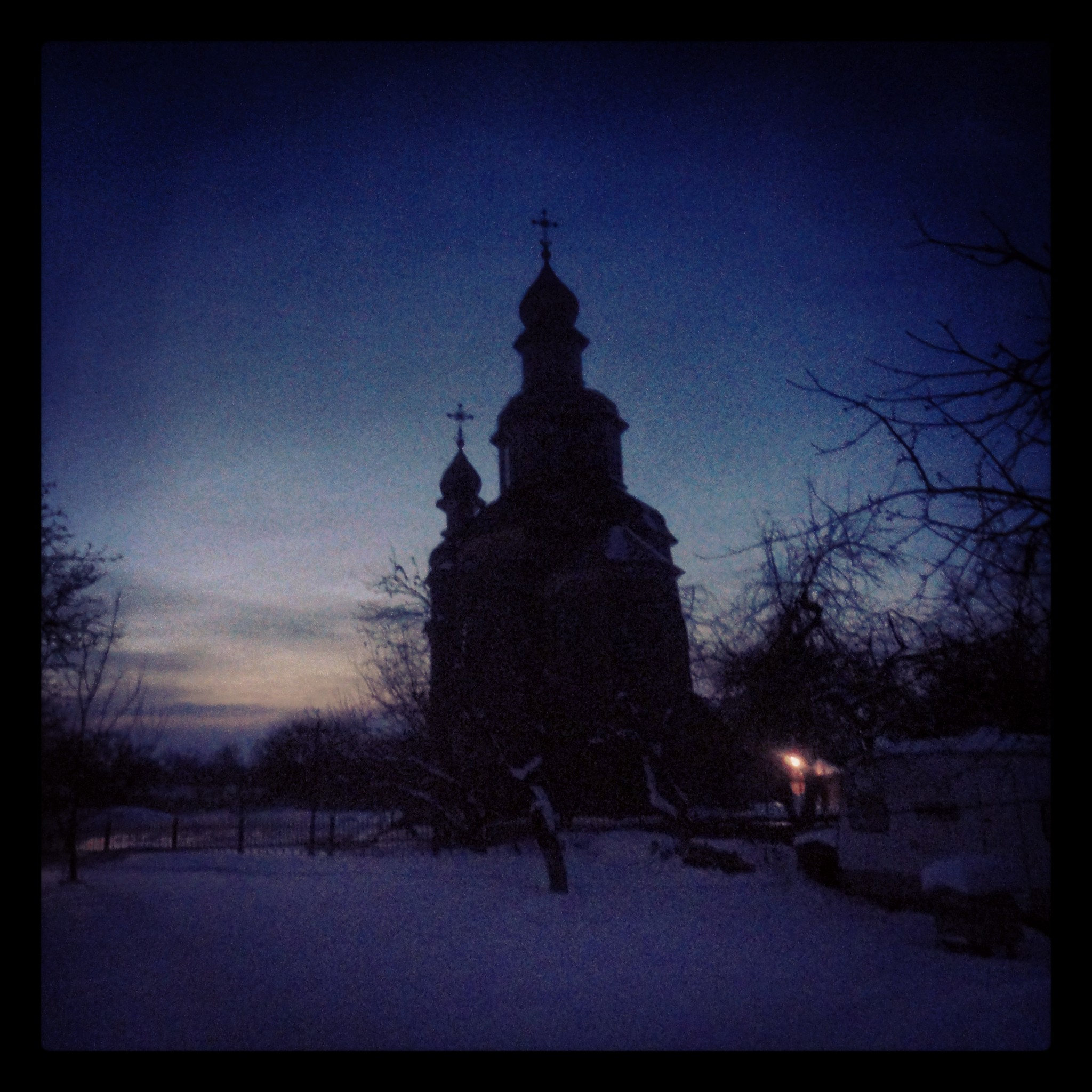
Вечоріє. Георгіївська церква (2010)